# Кучер, Борис Алексеевич
Борис Алексеевич Кучер (род. 19 июля 1940, с. Весёлый Яр, Приморский край) — советский и российский художник, живописец, член Союза художников России. 

## Биография
Родился 19 июля  1940 года в селе Весёлый Яр Приморского края. Отец — Алексей Иосифович Кучер – морской офицер, после войны работавший на тральщике по разминированию Севастопольской бухты, а затем – на Дальнем востоке. Мать — Вера Акимовна Повторацкая — украинская крестьянка из-под Чернигова.
В 1941 году вместе с матерью уехал к родным на Украину. В 1946 году, после смерти матери, Борис переехал к отцу в Севастополь, у которого к тому времени была другая семья.
Художественные способности Бориса начали проявляться ещё во время учёбы в школе. В 1955 году по окончании седьмого класса средней школы, он поступил в крымское художественное училище имени Н. С. Самокиша, где проучился пять лет. 
В 1960 году по распределению Кучер был направлен работать в Казахстан учителем в школу под Семипалатинском. В 1962 году вернулся в Севастополь и стал преподавать в детской художественной школе.
Затем переехал в Москву, где с 1964 по 1969 год учился в Московской художественно-промышленной академии имени С. Г. Строганова.
В 1970-1972 годах работал в Севастополе. В 1973 году переехал в Горький, где живёт и работает по сегодняшний день.
Женат. Супруга – Альбина Петровна Гладышева – журналист, писатель и художница.

## Творчество
В 1960-х годах он был членом СМОГ и начинал как андеграундный художник. 

С 1960 года участник областных художественных выставок. Участвовал в выставках нонкомформистов в Москве, а также выставках неофициального искусства в Москве и Горьком.
Экспонент зональных («Большая Волга», 1991, 1998, 2003) и международных (Манчестер, 1960) художественных выставок. 
В 1998 году стал членом Союза художников России.
Работы художника выставлены в посольствах многих столиц мира (МИД), южно-корейской галерее (Сеул) «Сонн Илл Эксперпрайз», в Киевском музее украинского искусства и во многих частных коллекциях.
Работает в стилях арьергард, гиперреализм и пуантилизм. В его работах превалирует конфликт личности с современными реалиями жизни, проявляется тяга художника к философскому обобщению и к сатирической форме.

## Произведения
Арт-колледж (Манчестер, Англия)
- «Портрет старика», бумага, карандаш, сангина, 37×62 (1963)

Музей национального искусства (Киев, Украина)
- «Голубой портрет», левкас,  темпера, 40×30 (1969)

Коллекция Григория Рошаля (Москва)
- «Химеры», дерево, резьба, роспись, 50×35 (1984)

Коллекция Л. Крайнова (Нижний Новгород)
- «Ночной троллейбус», х.м., 35×50 (1984)

Вятская епархия (Вятка)
- Серия исторических портретов Отцов церкви – Вятский епископат (20 портретов), левкас, темпера, 40×50 (1985)
- Портрет епископа Хрисанфа, х.м., 60×80 (1985)

Нижегородский музей им. А. М. Горького
- «Наш город», серия графических листов, бумага, карандаш, сангина, 35×40 (1986)

Коллекция С. С. Добротина (Нижний Новгород)
- «Храм», х.м., 60×55 (1987)

Коллекция Феликса Шермана (Симферополь)
- «Художник и модель», к.м., 45×50 (1987)

Галерея «Русская коллекция» (Москва)
- «Наш сад», х.м., 50×60 (1988)
- «Художник в театре», х.м., 60×80 (1988)

Совхоз-техникум (Арзамас)
- «Жизнь живая», настенная роспись, левкас, темпера, 700×300 (1988-1989)

Коллекция фирмы «Сон Илл Эксперпрайз» (Сеул, Южная Корея)
- «Сон у моря», х.м., 45×50
- «Влюблённые», х.м., 45×50
- «Художник», х.м., 45×50
- «Битва», х.м., 45×50

Коллекция Моники Росс (Амстердам, Голландия)
- «Алый парусник», х.м., 45×50
- «На реке», х.м., 45×50
- «Сражение», х.м., 45×50

Коллекция Александра Теплицкого (Нью-Йорк, США)
- «Забвение», х.м., 60×80 (1990)

Галерея «Визит» (Москва)
- «Купеческие забавы», х.м., 60×80 (1990)

Коллекция Федерико Феллини (Рим, Италия)
- «Паруса привета», х.м., 45×50 (1991)
- «Корабль плывёт…» , х.м., 45×50 (1991)

Коллекция Ванды Гасперович Миеле (Рим, Италия)
- «Академик Сахаров в Горьком», 45×50 (1991)

Галерея де-арте «Маркутта-9» (Рим, Италия, Роберто Алессандри)
- «Ветер любви», х.м., 45×50 (1991)

Салон «Союзхудожэкспорт» (Москва)
- «Праздник в Севастополе», х.м., 60×80 (1991)
- «Художник и музы», х.м., 60×80 (1991)

## Персональные выставки
- 1969 — Персональная выставка в Севастополе
- 1972 — Персональная выставка в Севастополе
- 1973 — Персональная выставка в Горьком
- 1981 — Выставка «Художественный комбинат», Горький
- 1981—1985 — Выставки в Министерстве иностранных дел СССР, Москва
- 1986 — Персональная выставка портретов, Киров
- 1998 — Персональная выставка в Нижегородском музее изобразительных искусств на территории кремля
- 2000 — Персональная выставка в администрации Нижнего Новгорода
- 2000 — Персональная выставка в главном управлении Центрального банка РФ, Нижний Новгород
- 2004 — Персональная выставка в Нижегородской областной организации Союза писателей России
- 2005 — Выставка работ Альбины Гладышевой и Бориса Кучера «Нижегородские мифы, сказки, фантазии»[9]
- 2006 — Выставка в академии МВД Российской Федерации, Нижний Новгород
- 2007 — Персональная выставка в центральном офисе АО «ГИПРОГАЗЦЕНТР», Нижний Новгород
- 2009 — Выставка работ Альбины Гладышевой и Бориса Кучера в Нижегородской областной библиотеке имени Ленина[10]
- 2009 — Персональная выставка в Государственном Лингвистическом университете им. Н. А. Добролюбова
- 2010 — Персональная выставка гипер-реализма в Нижегородском ТЮЗе[11]
- 2010 — Выставка «Скоро лето» в Нижегородском государственном выставочном комплексе[12][13]
- 2010 — Выставка к 70-летию автора[14]
- 2011 — Выставка «Химеры»[15]
- 2012 — Персональная выставка в центральном офисе АО «ГИПРОГАЗЦЕНТР», Нижний Новгород
- 2013 — Выставка одной картины в выставочном зале «Покровка, 8»[16]
- 2015 — Выставка «Люди России»[17][18]
- 2018 — Персональная выставка в Нижегородском центральном офисе АО «ГИПРОГАЗЦЕНТР»

## Коллективные выставки
• 1960 — Международная студенческая выставка, Англия (Манчестер)
• 1964 — Выставки и перфомансы СМОГистов в Московских библиотеках
• 1974—1979 - Выставки неофициального искусства в Москве
• 1981 — 1988 Выставки андеграундной живописи в Горьком
• 1991, 1998, 2003 — Зональные выставки «Большая Волга»
• 2018 — Рождественская выставка, Нижний Новгород
• 2019 — Выставка «Осенний вернисаж» в Нижегородском государственном выставочном комплексе